# Staurastrum forticulatum
Staurastrum forticulatum là một loài Song tinh tảo trong họ Desmidiaceae, thuộc chi Staurastrum.